# Жіноча збірна Ізраїлю з хокею із шайбою
Жіноча збірна Ізраїлю з хокею із шайбою (івр. נבחרת ישראל בהוקי קרח נשים) — національна жіноча збірна команда Ізраїлю, яка представляє свою країну на міжнародних змаганнях з хокею із шайбою. Управління збірною здійснюється Федерацією хокею Ізраїлю.

## Історія
Команда вперше зіграла на чемпіонаті світу з хокею серед жінок 2022 року в дивізіоні III, найнижчому рівні ІІХФ з хокею серед жінок.

## Результати
- 2022 – 2 місце (Дивізіон IIIB)
- 2023 – 2 місце (Дивізіон IIIB)
- 2024 – 3 місце (Дивізіон IIIB)
- 2025 – 2 місце (Дивізіон IIIB)